# Nicolas Tulliez
Nicolas Tulliez, né à Paris en 1971 est un harpiste classique français.

## Biographie
Nicolas Tulliez, né à Paris en 1971, effectue sa formation musicale à la Juilliard School de New York, puis au Conservatoire royal de musique de Toronto et à l’université Yale. Il est l'élève de Ghislaine Petit-Volta, Pierre Jamet, Nancy Allen et Judy Loman (en).
Après avoir remporté de nombreux concours, il effectue régulièrement des tournées en Europe, aux États-Unis et en Asie. Comme soliste, il travaille notamment avec des chefs tels Adam Fisher, Rafael Frühbeck de Burgos, Antoni Wit.
Nicolas Tulliez participe également à plusieurs créations contemporaines et de nombreuses œuvres solo ou de musique de chambre lui sont dédiées.
Il devient première harpe solo de l’Orchestre philharmonique de Radio-France, après l'avoir été à l’Orchestre philharmonique du Luxembourg, puis à l’Orchestre symphonique de Bâle.

## Discographie
Nicolas Tulliez enregistre pour les labels EMI, Canadian Broadcasting Corp. Universal, Skarbo (duo Flûte et harpe avec Stéphane Réty), Maguelone (Trio Nobis), ainsi que chez Naxos le double concerto pour hautbois et harpe de Lutoslawski avec l’Orchestre National de la radio polonaise, et à nouveau pour Skarbo (Concerto de Ginastera avec l'Orchestre symphonique de Bâle).